# Edmond Falise
Edmond Falise, né à Huy le 16 février 1873 et mort à Liège le 24 mai 1948 est un sculpteur et peintre belge. Il est aussi professeur de sculpture ornementale à l'Académie royale des beaux-arts de Liège de 1909 à 1938, et directeur de cette même institution de 1920 à 1925.

## Biographie
Edmond Hubert Falise, né à Huy le 16 février 1873,, est le fils d'Hubert Désiré Falise et Euphrasie Gérard. Le 2 mai 1903, il épouse Maria Coralie Joséphine Delcourt, avec qui il a 3 fils : Maximilien en 1904, Ivon en 1908 et Georges en 1910.
Il se forme durant quatre ans à l'Académie royale des beaux-arts de Liège, où il est l'élève de Jean Herman, puis durant trois ans à l'Académie des beaux-arts de Saint-Josse-ten-Noode,. Il sort de ses études muni du « premier prix à l’unanimité » et de la « médaille grand modèle du gouvernement »,. Peu après, il est invité par Georges Houtstont, professeur de sculpture et de modelage à l'Académie des beaux-arts de Saint-Josse-ten-Noode, à venir se perfectionner dans son atelier,.
Dès 1895, il s'établit à Huy en tant que sculpteur ornemaniste, et il y réalise divers travaux professionnels,. En 1909, il remplace Jean Herman en tant que professeur de sculpture ornementale, modelage d’ornement et composition d’ornement et d’application à l’Académie royale des Beaux-Arts de Liège,,. Il y enseigne jusqu'en 1938,,avec, à partir de 1928, deux périodes d’incapacité de travail pour des problèmes d’arthrite de genou. Il est remplacé par Oscar Berchmans durant ces périodes d'inactivité. Il exerce également en tant que directeur de l'Académie, succédant à François Maréchal, de 1920 à 1925,,. Il est remplacé à ce poste par l'architecte Émile Dethier. Il est membre du Cercle Royal des Beaux-Arts de Liège,.
Vers 1913, il devient propriétaire d'une maison située 40, rue des Églantiers à Liège, y travaillant dans son atelier qui se trouve au fond du jardin. Il y vit  jusqu’à son décès le 24 mai 1948.
Á la suite de son décès à Liège le 24 mai 1948, il reçoit des funérailles à l'église Sainte-Walburge de Liège le 27 mai 1948.

## Œuvre

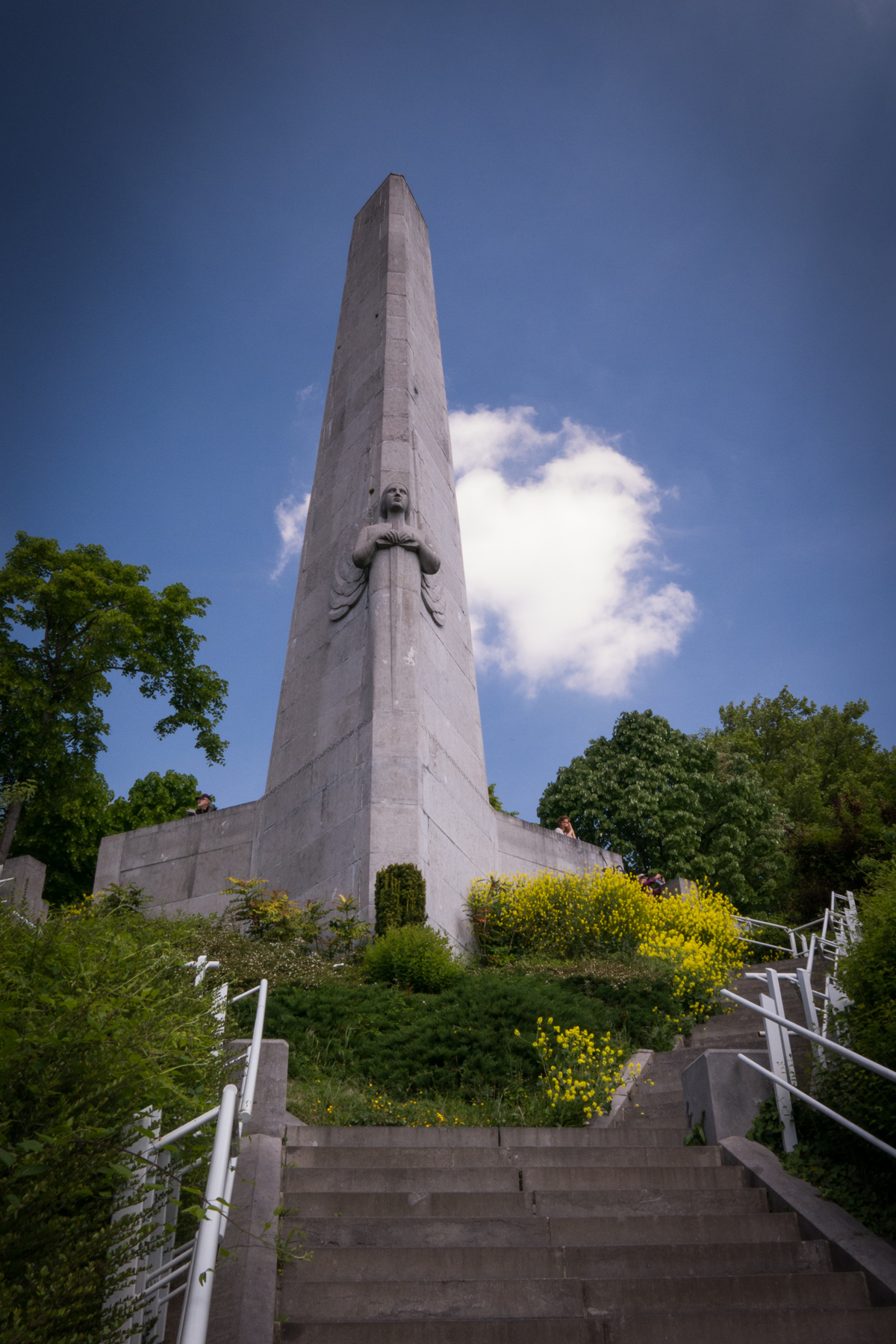
Le Monument au 14e Régiment de Ligne vu depuis le Péri

Edmond Falise est peintre, dessinateur et graveur mais c'est surtout un sculpteur,,.
Il est, entre autres, l'auteur des médaillons en bronze à l'effigie du roi Albert Ier qui fait partie du Monument de la victoire (ou monument aux morts), situé à Huy, et du professeur de musique Joseph Duysburgh (d) qui fait partie du monument à Eugène Godin, également situé à Huy. Il réalise aussi la statue en bronze d’un soldat tenant le drapeau belge qui fait partie du monument aux morts de Tubize,. Enfin, une de ses peintures est conservée à l'hôtel de ville de Huy.
Durant sa carrière artistique, il exécute des monuments commémoratifs, des compositions emblématiques détaillant des faits de guerre, comme par exemple le monument à Ampsin, et « des compositions allégoriques qui mettent en exergue des sentiments de douleur, de gravité et d’une réelle humanité ».

### Monument au14eRégiment de Ligne
Le Monument au 14e Régiment de Ligne (appelé également Monument des Fusillés des Remparts de la Citadelle), œuvre monumentale de l'artiste qui est inaugurée en août 1932, se trouve au pied de la citadelle de Liège au croisement du boulevard du Troisième Génie et du Péri en haut de la Montagne de Bueren.